# باکسکار ویلی
باکسکار ویلی (انگلیسی: Boxcar Willie; ۱ سپتامبر ۱۹۳۱ – ۱۲ آوریل ۱۹۹۹) با نام کامل لسلی تراویس مارتین یک موسیقی‌دان اهل ایالات متحده آمریکا بود.